# Serge Maiwald
Serge Maiwald (* 4. August 1916 in Orenburg, Russisches Kaiserreich; † 22. Februar 1952 in Freudenstadt) war ein russischer Jurist. 
Maiwald war „gebürtiger christlich-orthodoxer Russe“. Er promovierte 1943 unter Carl Schmitt mit einer Arbeit über Die völkerrechtliche Stellung der Staatshandelsschiffe. Im gleichen Jahr reichte er eine Habilitationsschrift mit dem Titel Die Staatsfreiheit des Seehandels als Kardinalprinzip des bisherigen Völkerrechts ein. 1945 war er Mitbegründer und Herausgeber der Zeitschrift Universitas „aus dem ‚Vertrauen auf die einheitsstifdende Kraft und die Sendung der Universitas-Idee in den christlichen Jahrhunderten der abendländischen Geschichte‘“. In Universitas gewährte er Carl Schmitt „publizistisches «Asyl»“. 1952 starb Maiwald an einem Schlaganfall.
Schmitt wählte ihm zu Ehren später das Pseudonym Musil-Maiwald.